# Киллар
Киллар — один из кентавров в древнегреческой мифологии. Был красивым и смелым, а также был горячо любим своей женой-кентавром, Хилономой. Принимал участие в битве против лапифов и был смертельно ранен копьём. Умер на руках своей возлюбленной жены, которая вскоре после этого лишила себя жизни, чтобы воссоединиться с ним.
Астероид 52975 Cyllarus назван в честь этого персонажа.